# Zárday Imre
Zárday Imre József (Budapest, 1902. június 9. – Budapest, 1968. október 14.) belgyógyász, kardiológus, egyetemi címzetes rendkívüli tanár, az orvostudományok kandidátusa (1952).

## Élete
Zárday József Imre (1855–1909) állami nyomdai igazgató, miniszteri tanácsos és Spransaft Jolán Mária (1867–1939) fiaként született. Középiskolai tanulmányait a Budapesti I. Kerületi Magyar Királyi Állami Főgimnáziumban végezte. A budapesti Pázmány Péter Tudományegyetemen 1926. október 30-án avatták orvosdoktorrá. Tudományos munkásságát már orvostanhallgató korában megkezdte az Élet- és Kórvegytani Intézetben Hári Pál professzor vezetése alatt. 1926 és 1934 között előbb a III. sz. Belklinika díjtalan gyakornoka, majd fizetéstelen tanársegéde volt. 1934 és 1946 között az Országos Tisztviselői Betegsegélyezési Alap (OTBA) Trefort utcai rendelőintézetében az elektrokardiográfiai laboratóriumot vezette. 1929-ben belgyógyászatból, 1933-ban kórszöveti és kórvegyi vizsgálatok tárgykörből szakorvosi vizsgát tett. 1943-ban a szegedi Magyar Királyi Horthy Miklós Tudományegyetem Orvostudományi Karán „A szívbetegségek felismerése és gyógyítása" című tárgykörből egyetemi magántanárrá habilitálták. 1945. augusztus 1-től a Bajcsy-Zsilinszky Kórház III. sz. Belosztályán dolgozott közkórházi főorvosi minőségben, majd a Kardiológiai Osztály főorvosa lett. 1948-ban a budapesti Pázmány Péter Tudományegyetem Orvostudományi Karán „A szívbetegségek diagnostikája és therápiája“ című tárgykörből magántanári képesítést, s ugyanebben az évben a tudományos irodalom művelése és az egyetemi oktatás terén kifejtett működése elismerésül egyetemi rendkívüli tanári címet kapott.
Hosszabb időt töltött külföldi tanulmányutakon. 1931 és 1933 között Németország, Franciaország és Olaszország vezető klinikusai mellett dolgozott és ezen idő alatt különösen a szívbetegségek kór- és gyógytanával foglalkozott behatóan. 1966 és 1968 között a Magyar Kardiológusok Társaságának társelnöke volt. Nevéhez fűződik a vektorkardiográfia megalkotása. A Société française de cardiologie levelező tagjává választotta (1939–).
Németül, olaszul, franciául és angolul is beszélt. 
A budapesti Farkasréti temetőben helyezték nyugalomra.

### Családja
Felesége Stolnicki Edit Melánia (1913–2004) volt, Stolnicki Gyula és Horváth Vilma lánya, akivel 1933. május 28-án Budapesten, a Józsefvárosban kötött házasságot.
Gyermekei:
- Zárday Zoltán (1934–1999), az 1956-os forradalom után került el Magyarországról és a Heidelbergi Egyetemen szerezte meg orvosi diplomáját. Tagja volt a New York-i Tudományos Akadémiának és a George Washington University fakultásának. Az 1960-as években a Washington Hospital Centerben dolgozott mint konzultáns orvos. Feleségével, Almásy Annamáriával megalapította és megszervezte a népszerű washingtoni irodalmi kört.[8]
- Zárday Tamás (1935)
- Zárday Piroska (1941)
- Zárday Klára (1942)
- Zárday György (1945–1992)

## Főbb művei
- Über die Pathogenese der Arbeitserythrozytose. Detrével. (Zeitschrift für klinische Medizin, 1930, 114.)
- Az aortanyomás klinikai meghatározásáról. Razgha Andorral, Zilahy Miklóssal. (Orvosi Hetilap, 1931, 24.; németül: Über die klinische Bestimmung des Aortendruckes. Zeitschrift für die gesamte experimentelle Medizin, 1931)
- Weitere Untersuchungen über die Bestimmung des Aortendruckes. Zilahy Miklóssal. Zeitschrift für die gesamte experimentelle Medizin, 1931)
- Quantitative Beziehungen zwischen Plasmaeiweissfraktionen und Blutsenkung. Farkassal. Zeitschrift für die gesamte experimentelle Medizin, 1931)
- A vérsejtsüllyedés chemismusáról. Farkassal. (Magyar Orvosi Archívum, 1932)
- A calciumsók véralvadást gátló hatásáról. (Orvosi Hetilap, 1933, 32.)
- A szív helyzetváltozásainak jelentősége a diagnosticában. (Orvosképzés, 1934, 4.)
- A thyroxin és az altatószerek között fennálló antagonismusról, különös tekintettel a constitutióra. Weiner Pállal. (Orvosi Hetilap, 1934, 30.)
- A szív dynamikájának megváltozása elhízás esetében. (Orvosi Hetilap, 1934, 45.; németül: Über die Kreislaufstörungen bei Fettleibigkeit. (Münchener medizinische Wochenschrift, 1930)
- A neuro-hormonális státus vizsgálata és jelentősége. (Orvosi Hetilap, 1934, 46.)
- Újabb szempontok a környéki erek vizsgálatában. (Orvosi Hetilap, 1935, 26.)
- Sinu-auricularis block érdekes esete. (Orvosi Hetilap, 1936, 34.)
- Újabb mellkasi elvezetés az elektrokardiographiában. (Orvosi Hetilap, 1936, 43.)
- A pitvari asynchronia klinikai jelentősége. (Orvosi Hetilap, 1936, 49.)
- A Paladino-Kent-köteg kérdéséről. (Orvosi Hetilap, 1937, 17.)
- Szívbajosok terhessége. (Orvosképzés, 1938, 2.)
- A pitvarműködés újabb vizsgálati módja. (Orvosi Hetilap, 1938, 18.9
- Petefészek eredetű szívzavarok. (Orvosi Hetilap, 1938, 35.)
- Az E-K-Axonogramm jelentősége a szívdiagnostikában. (Gyógyászat, 1941, 24.)
- Spezielle Therapie der Herz- und Gefässkrankheiten (Dresden–Leipzig, 1942)
- Idegrendszeri eredetű szívzavarok. (Orvosképzés, 1944, 3.)
- Az elektrokardiogramm (elemzése és értelmezése) orvostanhallgatók és orvosok részére. Haynal Imre előszavával, Budapest, 1944
- A digitalis glykosida optimális kihasználása. (Orvosok Lapja, 1946, 11.)
- A vesekőbetegség gyógyítása. (Orvosok Lapja, 1947, 1.)
- A coffein hatása vérkeringési betegségekben nem szenvedő egyének vérnyomására. Izsó Zoltánnal. (Orvosi Hetilap, 1952, 26.)
- Dekompenzált szívbajok miatt végzett vena cava inferior lekötéssel szerzett tapasztalataink. Mester Endrével. (Orvosi Hetilap, 1954, 41.)
- Az ekg-lelet helyes megítélése a gyakorlatban. (Orvosi Hetilap, 1955, 23.)
- Praktische Kardiologie. Eine Synthese der kardiologischen Einzelbefunde (Dresden–Leipzig, 1961)